# Numerus clausus des droits réels
Le numerus clausus des droits réels est le principe selon lequel les seuls types de prérogatives absolues sur des biens qui puissent valoir dans un ordre juridique donné sont celles qui sont énumérées par la loi. Ce principe de limitation se retrouve à des degrés divers dans le droit des biens de nombreux pays.

## Allemagne
En Allemagne, le numerus clausus des droits réels a valeur constitutionnelle. Il est aussi appelé Typenzwang (de) (litt. obligation d'appartenir à un type).

## France
Jusqu'en 2018, sans être explicitement consacré, le numerus clausus des droits réels était appliqué par les juges français. La jurisprudence Maison de la Poésie en 2012 a cependant rompu avec ce principe en reconnaissant la possibilité de créer de manière contractuelle un droit réel innommé (c.-à-d. non prévu par la loi) dit droit de jouissance spéciale.